# Pearl Perlmuter
Pearl Perlmuter (Nueva York, 23 de septiembre de 1915 - Ámsterdam, 8 de mayo de 2008) fue una escultora neerlandesa-estadounidense.

## Datos biográficos
Es la autora de Schapeman, escultura de 1967 que forma parte del proyecto Sokkelplan de La Haya, y que fue instalada en 2001.

## Obras
- Schapeman  (1967), La Haya, dentro del proyecto Sokkelplan, 2001.[2]

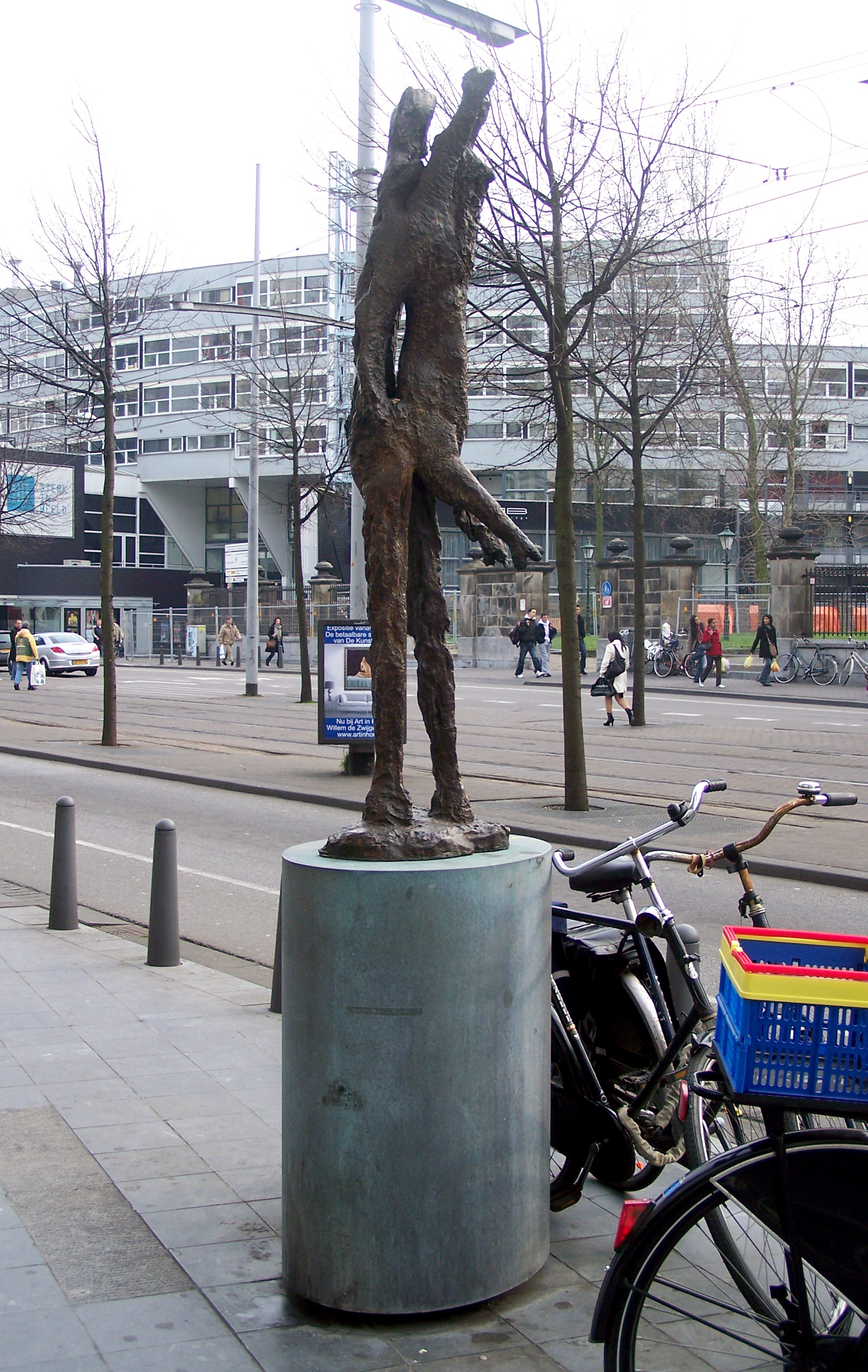
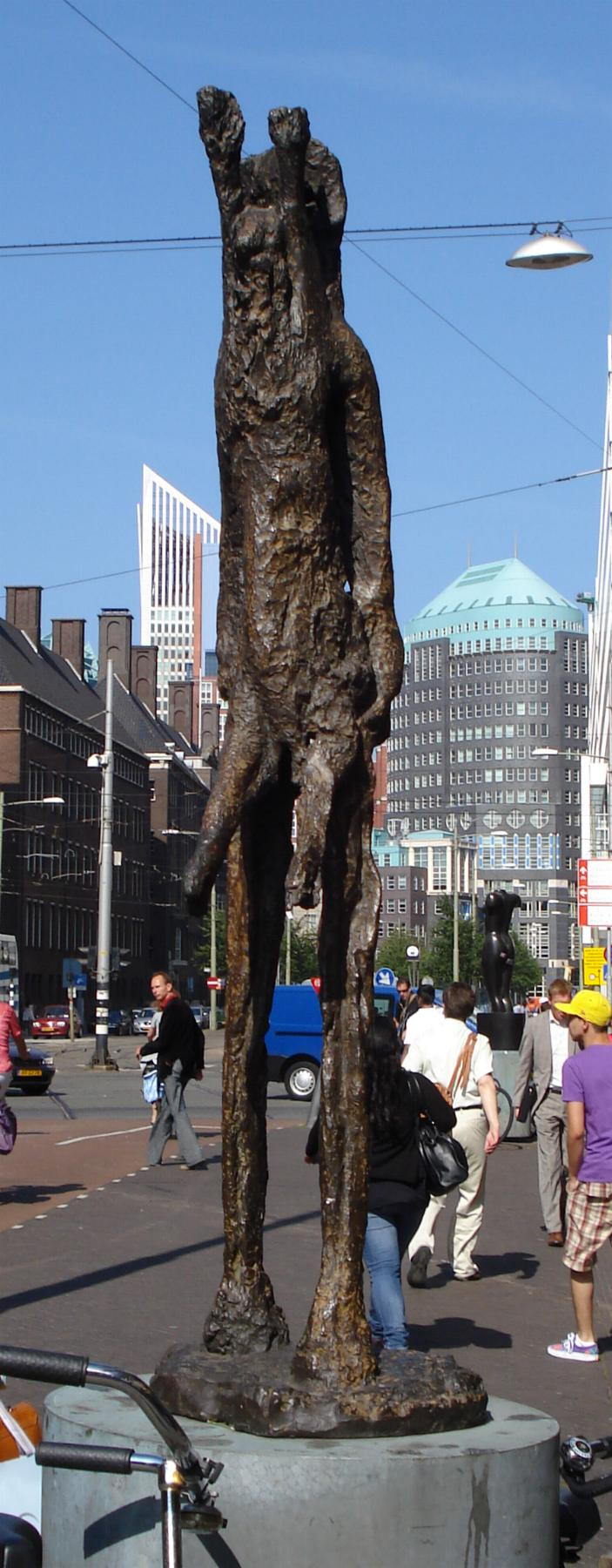